# Michael Kaiser (Regisseur)
Michael Kaiser (* 1977 in Freiburg im Breisgau) ist ein deutscher Autor, Regisseur, Dramaturg und Performer. Seit 2006 leitet er die Kinder- und Jugendsparte am Theater Freiburg.

## Beruflicher Werdegang
Michael Kaiser studierte Sprach- und Literaturwissenschaften / Kulturelle Praxis, Soziologie und Kunstgeschichte. 1998 gewann er den „Pegasus-Preis“ für digitale Literatur von Die Zeit, ARD Online, IBM und Radio Bremen in der Kategorie für Nachwuchsautoren. Von 2001 bis 2006 war er am Staatstheater Darmstadt beschäftigt. 2001 und 2003 wurde der Jugendclub des Darmstädter Theaters, für den Kaiser gemeinsam mit Hanno Hener verantwortlich war, mit den Produktionen „Edward II: König – Bube – Dame“ und „Angriffe auf Anne“ von Martin Crimp zum Theatertreffen der Jugend nach Berlin eingeladen.
Im Juni 2006 wurde Kaiser als Teil des Leitungsteams von Intendantin Barbara Mundel am Theater Freiburg vorgestellt. Er ist hier seitdem für die Leitung des Jungen Theaters und der Spielstätte Werkraum verantwortlich. Unter der Fragestellung In welcher Zukunft wollen wir leben? eröffneten Kaiser und sein Team die erste Spielzeit 2006/2007 mit den Stadtraum-Rechercheprojekten „Der Orbit“ und „Odyssee Freiburg“, die zusammen mit dem Berliner Architekten- und Künstlerkollektiv raumlabor und dem Künstlerduo Hoefner und Sachs realisiert wurden. Kaiser setzt den Schwerpunkt seiner Theaterarbeit auf partizipative Produktionen, dokumentarisch-biografische Bühnenprojekte, Mehrgenerationen-Stücke sowie performatives Theater für ein junges Publikum. Im Dezember 2010 setzten Mundel und Kaiser während des Deutsch-Französischen Gipfels parallel zu einer Pressekonferenz von Bundeskanzlerin Angela Merkel im Theaterfoyer die szenische Lesung „Carmen go home?“ über die Situation von geflüchteten Jugendlichen in Freiburg an. Diese musste jedoch aus Sicherheitsgründen kurzfristig in das Goethe-Institut Freiburg verlegt werden. 2014 brachte Kaiser gemeinsam mit der Satirikerin Sophie Passmann, dem Spoken-Word-Künstler Tobias Gralke und dem Regisseur Benedikt Grubel die „Freiburg Latenight“-Show auf die Werkraum-Bühne. Er ist außerdem als Mitglied verschiedener Jurys tätig, u. a. für den Wettbewerb „Kinder zum Olymp!“ der Kulturstiftung der Länder.
Im Mai 2017 stellte der auf Barbara Mundel folgende Intendant Peter Carp Team und Pläne für seine erste Spielzeit in Freiburg vor. Michael Kaiser wurde weiterhin als Spartenleiter für das Junge Theater engagiert. Für das Theaterexperiment „Das Leben des Anderen“ tauschte er 2018/2019 den Job mit einem Freiburger Lehrer. Im Februar 2020 veröffentlichte Michael Kaiser gemeinsam mit den Autorinnen Kathrin Feldhaus und Margarethe Mehring-Fuchs das Sachbuch „Auf Klingel. Berufsalltag und Leben von Pflegenden“, für das er ein Jahr in unterschiedlichen Pflegeeinrichtungen verbracht hatte.

## Werke (Auswahl)

### Als Regisseur, Autor, Dramaturg oder Performer
- 2001: Edward II: König – Bube – Dame (Staatstheater Darmstadt)
- 2002: under pressure – Jugend.Darmstadt.2002 (Staatstheater Darmstadt, gemeinsam mit Matthias Rott)
- 2003: Angriffe auf Anne von Martin Crimp (Staatstheater Darmstadt)
- 2006: Chatroom von Enda Walsch (Staatstheater Darmstadt)
- 2008: Kennwort: Hoffnung – Theaterprojekt mit gesunden und an Krebs erkrankten Jugendlichen (Theater Freiburg)
- 2009: Carmen now! – Theaterstück über die Begegnung von Roma und Nicht-Roma in Freiburg (Theater Freiburg)
- 2009: Generation XY … ungelöst – Mehrgenerationenstück U-14 und Ü-20 (Theater Freiburg)
- 2011: Myspace Invaders – Ein virtuelles Versuchslabor: Rollenspiele mit Online-Identitäten (Theater Freiburg)
- 2013: Fear Factory – Über Lebensentwürfe und Entscheidungsängste (Theater Freiburg, gemeinsam mit Sophie Passmann)
- 2013: Wir sind Deutschland – Theaterparcours durch das Flüchtlingswohnheim FR-Hammerschmiedstraße (Theater Freiburg)
- 2014: Die erstaunlichen Abenteuer der Maulina Schmitt – mit Finn Ole Heinrich und Spaceman Spiff (Theater Freiburg)
- 2015: Käpt’n Analog und die Digital Natives – Theaterrevue von Super Mario bis Steve Jobs und zurück in die Zukunft (Theater Freiburg)
- 2017: Die Krone an meiner Wand – Mehrgenerationen-Tanzprojekt: Frauen mit und ohne Krebs (Theater Freiburg)
- 2018: Silent Service – Theaterstück mit Pflegenden in der Ausbildung (Theater Freiburg)
- 2019: Das Leben des Anderen – Plötzlich Lehrer! Plötzlich Künstler! Ein Queraussteiger-Stück (Theater Freiburg)
- 2021: Wie der Wahnsinn mir die Welt erklärte – nach dem Jugendroman von Dita Zipfel (Theater Freiburg)

### Schriften
- btong. In: Literatur.digital, hrsg. von Roberto Simanowski. Deutscher Taschenbuch Verlag, München 2002.
- Von Schülern lernen. In: Die Deutsche Bühne, Heft 3, März 2013, S. 21–23.
- Kaisers Sprechstunde. Wir müssen reden! Bad-Practice-Beispiele aus elf Jahren Junges Theater Freiburg. Eine Bestandsaufnahme für eine produktive Zukunft. In: Theater der Zeit, Arbeitsbuch 26, hrsg. von Dorte Lena Eilers und Jutta Wangemann, Berlin 2017.
- Komfortzonen verlassen. Einblicke in die Projektarbeit des Jungen Theaters am Beispiel von „Silent Service“, einer Theaterproduktion mit Pflegenden in Ausbildung. In: Ist es was Ernstes?, Magazin Theater Freiburg, Freiburg 2018.
- Jetzt für Europa / Now for Europe. Sigrun Fritsch im Interview mit Michael Kaiser. In: Power of Diversity. The Crossing Lines Project, hrsg. von Matthias Rettner, Verlag Theater der Zeit, Berlin 2018.
- Jobtausch mit einem Vampir. In: Weiter!, Magazin Theater Freiburg, Freiburg 2019.
- Auf Klingel. Berufsalltag und Leben von Menschen in der Pflege, Kathrin Feldhaus, Michael Kaiser, Margarethe Mehring-Fuchs. Patmos Verlag, Ostfildern 2020.